# Selkirkia berteroi
Selkirkia berteroi är en strävbladig växtart som först beskrevs av Luigi Aloysius Colla, och fick sitt nu gällande namn av William Botting Hemsley. Selkirkia berteroi ingår i släktet Selkirkia och familjen strävbladiga växter. Inga underarter finns listade i Catalogue of Life.